# Saara Aalto
Pour les articles homonymes, voir Aalto.
Saara Aalto, née le 2 mai 1987 à Oulunsalo, est une chanteuse, actrice et animatrice de télévision finlandaise.

## Biographie
Elle compose et écrit ses premières chansons à l'âge de 5 ans, puis apprend le piano. Elle étudie à Oulu, à l'école secondaire Madetoja de musique, et donne des concerts afin de développer son jeu et ses compétences en chant.
En 2004, elle participe à une présélection finlandaise pour le Concours Eurovision de la chanson avec le groupe Heidi Kyrö et représente la Finlande au Concours international du Cerf d'Or de la chanson en Roumanie. Après l'école secondaire, elle s'installe à Helsinki pour étudier la musique. 
Saara Aalto se classe parmi les trois premières lors de l'émission Talent Suomi, adaptation finlandaise de Got Talent, en 2007. La même année, elle joue le rôle de Kelsi Neilsen dans High School Musical 1 et 2 au théâtre d'Helsinki.
Quelques années plus tard, elle participe à plusieurs reprises lors des présélections du Concours Eurovision de la chanson en 2008 et 2009 auprès d'Hanna Marsh et Riikka. 
En 2011, elle participe à la présélection finlandaise de l'Eurovision, où elle finit à la 2e place. Elle retente l'expérience en 2016 où elle termine à nouveau 2e en interprétant le titre No Fear.
En 2016, elle participe à la treizième saison de The X Factor au Royaume-Uni où elle termine à la seconde place derrière Matt Terry. Elle fait partie de la catégorie des plus de 25 ans, chaperonnée par Sharon Osbourne.
Elle est sélectionnée pour représenter la Finlande à l'Eurovision en 2018 avec la chanson Monsters, et termine à la 25e place.

## Vie privée
Saara Aalto est ouvertement bisexuelle,. En 2020, elle a épousé sa compagne Meri Sopanen.

## Prix et récompenses
- 2016 : Prix Finlande